# Bitkowo (Gołdap)
Bitkowo (deutsch Bittkowen, 1938–1945 Bittkau (Ostpr.)) ist ein Dorf in der polnischen Woiwodschaft Ermland-Masuren, das zur Stadt- und Landgemeinde Gołdap (Goldap) im Kreis Gołdap gehört.

## Geographische Lage
Bitkowo liegt am nördlichen Ostrand der Woiwodschaft Ermland-Masuren am Ostufer des Jezioro Bitkowskie (Bittkowener See, 1938–1945 Bittkauer See) und weniger als ein Kilometer westlich der einstigen Staatsgrenze zwischen dem Deutschen Reich und Polen. Die südliche Ortsgrenze ist zugleich die Grenze zwischen der Woiwodschaft Ermland-Masuren und der Woiwodschaft Podlachien, wobei sich auf podlachischer Seite das gleichnamige Dorf Bitkowo im Kreis Suwałki anschließt.

## Geschichte
Das vor 1785 bereits Bittkau genannte Dorf wurde im Jahre 1562 gegründet. Zusammen mit dem Ortsteil Schlepowen (polnisch: Ślepowo, nicht mehr existent) wurde das Dorf 1874 in den Amtsbezirk Mierunsken eingegliedert, der – 1939 in Amtsbezirk Merunen umbenannt – bis 1945 bestand und zum Kreis Oletzko (ab 1933 Landkreis Treuburg) im Regierungsbezirk Gumbinnen der preußischen Provinz Ostpreußen gehörte.
Die Zahl der Einwohner belief sich 1910 auf 215. Sie stieg bis 1933 auf 222 und betrug 1939 noch 202. Aufgrund der Bestimmungen des Versailler Vertrags stimmte die Bevölkerung in den Volksabstimmungen in Ost- und Westpreußen am 11. Juli 1920 über die weitere staatliche Zugehörigkeit zu Ostpreußen (und damit zu Deutschland) oder den Anschluss an Polen ab. In Bittkowen stimmten 200 Einwohner für den Verbleib bei Ostpreußen, auf Polen entfielen keine Stimmen.
Am 3. Juni 1938 (amtlich bestätigt am 16. Juli) wurde Bittkowen in Bittkau (Ostpr.) umbenannt. 1945 kam es in Kriegsfolge mit dem südlichen Ostpreußen zu Polen. Seither trägt es die polnische Bezeichnung Bitkowo und ist jetzt Sitz eines Schulzenamtes (polnisch: Sołectwo) im Verbund der Stadt- und Landgemeinde Gołdap im Powiat Gołdapski. Bis 1998 noch zugehörig zur Woiwodschaft Suwałki, ist es heute Teil der Woiwodschaft Ermland-Masuren.

## Religionen
Die Bevölkerung Bittkowens war vor 1945 fast ausnahmslos evangelischer Konfession. Das Dorf war in den Pfarrsprengel Mierunsken der Kirche Mierunsken/Eichhorn einbezogen. Sie hatte ihren Sitz in Mierunsken und war Teil des Kirchenkreises Oletzko (ab 1933 Treuburg) in der Kirchenprovinz Ostpreußen der Evangelischen Kirche der Altpreußischen Union. Hier lebende Katholiken waren zu ihrer Pfarrkirche in Oletzko (1928–1945 Treuburg, polnisch Olecko) im Bistum Ermland hin orientiert.
Seit 1945 lebt in Bitkowo eine hauptsächlich katholische Einwohnerschaft, die zur neu errichteten Pfarrei in Górne (Gurnen) hin tendiert. Sie ist dem Dekanat Gołdap im Bistum Ełk (Lyck) der Katholischen Kirche in Polen zugeordnet. Die evangelischen Kirchenglieder gehören der Kirchengemeinde in Gołdap an, einer Filialgemeinde der Pfarrei Suwałki in der Diözese Masuren der Evangelisch-Augsburgischen Kirche in Polen.

## Verkehr
Bitkowo liegt ein wenig abseits, wohl aber in einem landschaftlich beschaulichen und touristisch attraktiven Gebiet rund um den Jezioro Bitkowskie und dem Seengebiet der Rospuda (Raspuda). Durch den Ort verläuft eine Nebenstraße, die – bei Umfahrung des Bittkowener Sees – Żelazki in Ermland-Masuren mit Garbas Drugi in Podlachien miteinander verbindet und dabei die beiden Dörfer gleichen Namens (hier Bitkowo im Powiat Gołdapski, dort Bitkowo im Powiat Suwalski) durchzieht.
Eine Bahnanbindung besteht nicht.